# Aku-Aku (divinités)
 (octobre 2024).
Si vous disposez d'ouvrages ou d'articles de référence ou si vous connaissez des sites web de qualité traitant du thème abordé ici, merci de compléter l'article en donnant les références utiles à sa vérifiabilité et en les liant à la section « Notes et références ».
Pour les articles homonymes, voir Aku Aku.

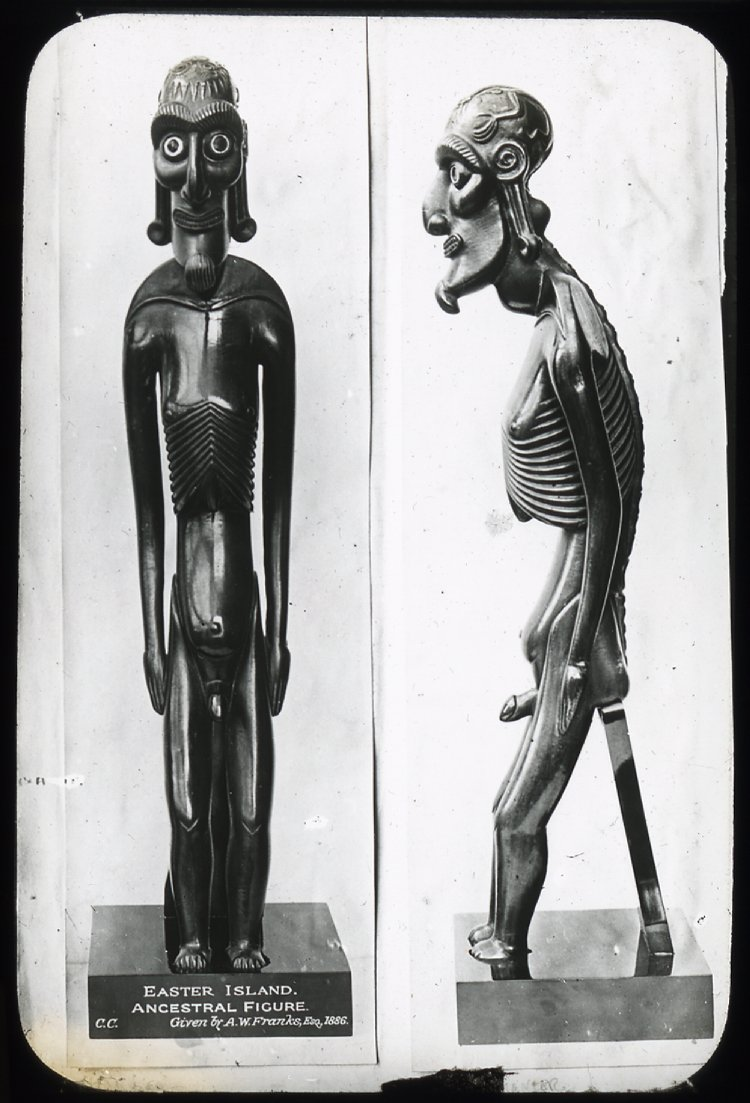
moai Kavakava en bois représentant un esprit akuaku

Les Aku-Aku, ou Aku Aku, seraient, selon l'anthropologue norvégien Thor Heyerdahl, des êtres surnaturels dans la religion des Rapanui de l'Île de Pâques. Ces esprits gardiens restent invisibles mais accompagnent les personnes et les protègent pendant leur vie.
Les Aku-Aku ont été évoqués dans le livre d'Heyerdahl, Aku-Aku, le secret de l'Île de Pâques, paru en 1958 mais les méthodes et les conclusions sur l'histoire du peuplement de l'île qu'il décrit ont été nuancées depuis.